# Auvers-sur-Oise
Auvers-sur-Oise (magyaros kiejtése: „over-szür-oáz”) egy község Franciaországban. Lakosainak száma 6820 fő (2022. január 1.). Nemzetközi hírét annak köszönheti, hogy egy sor neves tájképfestő, különösen impresszionisták dolgoztak itt, köztük Charles-François Daubigny, Paul Cezanne, Jean-Baptiste Camille Corot, Camille Pissarro és Vincent van Gogh. A település számos helyszínét az ő festményeik is megörökítették. Vincent Van Gogh egyedül hetven képet festett itt élete utolsó hónapjaiban.

## Népessége
| Lakosok száma | 6964 | 7097 | 6908 | 6860 | 6813 | 6792 | 6763 | 6820 |
|               | 2015 | 2016 | 2017 | 2018 | 2019 | 2020 | 2021 | 2022 |

## Földrajza
Auvers-sur-Oise Nesles-la-Vallée, Butry-sur-Oise, Ennery, Hérouville-en-Vexin, Mériel, Méry-sur-Oise, Pontoise, Saint-Ouen-l’Aumône és Valmondois községekkel határos.

## Éghajlata
| Hónap                                                        | Január | Február | Március | Április | Május | Június | Július | Augusztus | Szeptember | Október | November | December | Év   |
| ------------------------------------------------------------ | ------ | ------- | ------- | ------- | ----- | ------ | ------ | --------- | ---------- | ------- | -------- | -------- | ---- |
| Átlagos maximális hőmérséklet (°C)                           | 6      | 7       | 11      | 14      | 18    | 21     | 24     | 24        | 21         | 15      | 9        | 7        | 14,8 |
| Átlagos minimális hőmérséklet (°C)                           | 1      | 1       | 3       | 6       | 9     | 12     | 14     | 14        | 11         | 8       | 4        | 2        | 7,1  |
| Átlaghőmérséklet (°C)                                        | 4      | 4       | 7       | 10      | 14    | 17     | 19     | 19        | 16         | 12      | 7        | 5        | 11,2 |
| Forrás : Climatologie mensuelle - Aéroport de Roissy, France |        |         |         |         |       |        |        |           |            |         |          |          |      |

## A városhoz kötődő személyiségek
Vincent van Gogh itt hunyt el 1890. július 29-én, és a város temetőjében nyugszik, miként testvére, Theo van Gogh is.